# Porsche C88

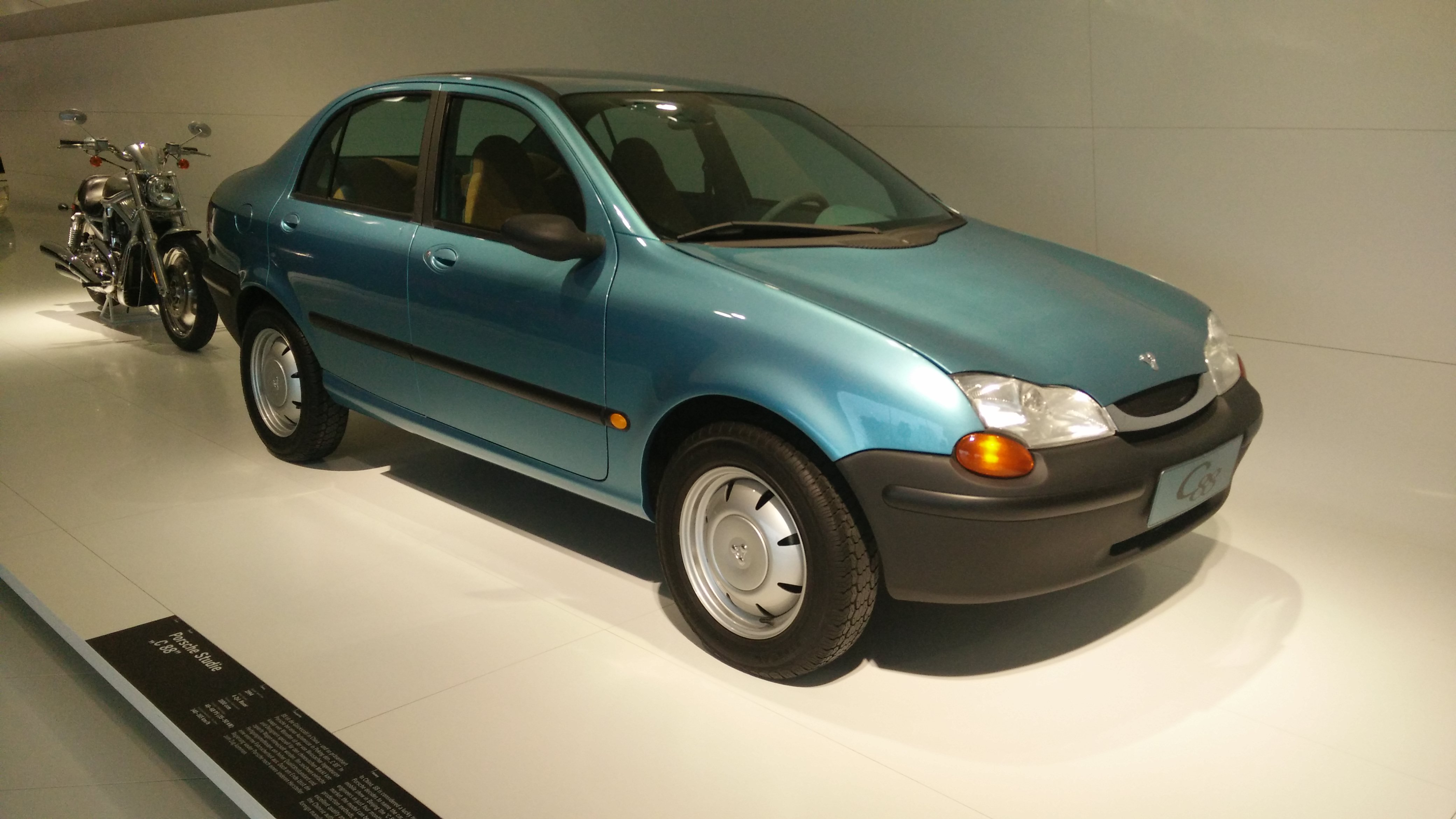
Prototipo Porsche C88 para el gobierno de China

El C88 fue un prototipo de coche familiar diseñado para el mercado chino en 1994 por Porsche en respuesta a la invitación del gobierno chino a un número de fabricantes de automóviles internacionales.  Este prototipo fue completado en solo cuatro meses por un equipo de Porsche Engineering y se mostró al público en el 1994 en el Salón del Automóvil de Pekín. Este prototipo se exhibe en el Museo Porsche de Stuttgart, Alemania.
Este sedán de cuatro puertas compacto se diferenciaba de cualquier otro Porsche, y no presentaba ningún logotipo de la marca en ninguna parte. Fue diseñado con un único asiento para niños-- reflejo de la Política de hijo único-- y lo presentó por el propio Director Ejecutivo Wendelin Wiedeking, quién aprendió su discurso en mandarín.
Según el director del Museo Porsche, Dieter Landenberger, "El gobierno chino nos dio las gracias y se tomó algunas ideas gratis. Si miras en coches chinos actuales,  puedes ver muchos detalles de nuestro C88 en ellos."
La idea del C88 se intentó exportar también a India para ampliar el mercado y amortizar el trabajo de diseño y desarrollo, pero tampoco se llegó a alcanzar ningún acuerdo. Porsche prestó servicios de ingeniería para otros automóviles, incluyendo el Audi RS2, Lada Samara y SEAT Ibiza.

## Diseño
El C88 muestra algunos rasgos de diseño que apuntan a su destino.Comienza con el propio nombre: La C significa China,  el ocho es el número de la suerte en Asia. No hay ningún logotipo de Porsche en ninguna parte del coche; en cambio en el volante y la rejilla hay un triángulo estilizado con tres puntos que representan a la familia china durante la política de un solo hijo, el padre, la madre y el niño.